# 韓景侯
韓景侯（？—前400年），名虔，韓武子之子。
周威烈王十八年（前408年），攻鄭，取雍丘（今河南杞縣），遷都於陽翟。次年，被鄭國擊敗於負黍（今河南登封西南）。
周威烈王二十二年（前404年），魏、趙、韓、越攻齊，入長城。齊與晉合。
周威烈王二十三年（前403年）三家分晉，晉國的韓虔同魏斯、趙籍等大夫獲得了周朝官方承認，被周威烈王封為諸侯 ，定都於平陽，自此脫離晉國，並將晋国領地瓜分，晋只剩絳城與曲沃兩處，史称“韩赵魏三家分晋”。
周安王二十六年（前376年），魏、韓、趙共廢晋静公為家人而分其地。